# 미디어 프로세서

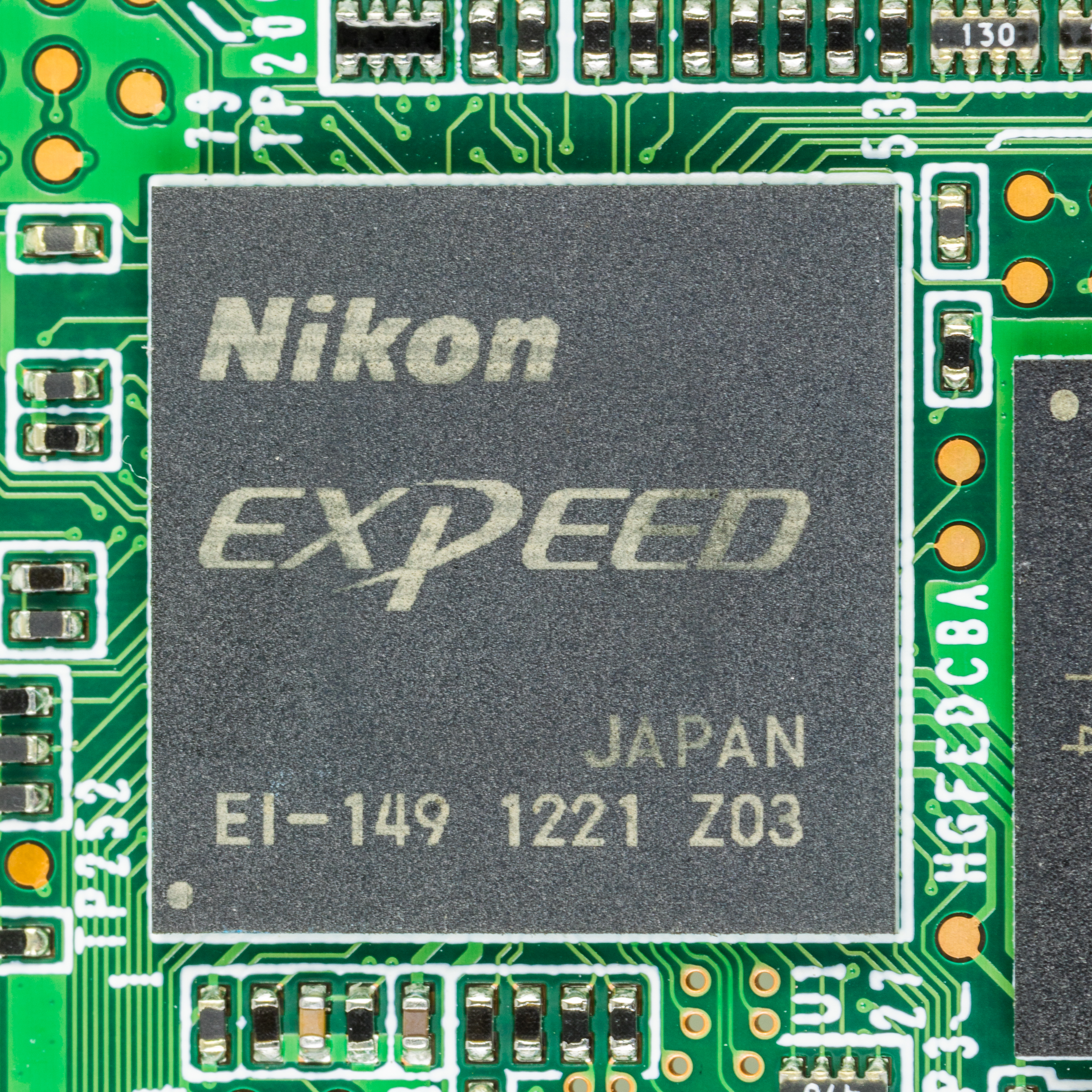
니콘 Expeed

미디어 프로세서(Media processor)는 주로 이미지/비디오 프로세서로 사용되며, 마이크로프로세서 기반의 시스템 온 칩으로, 스트리밍 데이터를 실시간(예: 디스플레이 새로 고침) 속도로 처리하도록 설계되었다. 이 장치들은 디지털 신호 처리 장치 (DSP)의 한 종류로도 간주될 수 있다.
컴퓨터 디스플레이에 사용되는 그래픽 처리 장치(GPU)와 달리, 미디어 프로세서는 디지털 텔레비전과 셋톱박스를 대상으로 한다.
스트리밍 디지털 미디어 클래스는 다음과 같다:
- 비압축 비디오
- 압축 디지털 비디오 - 예: MPEG-1, MPEG-2, MPEG-4
- 디지털 오디오 - 예: PCM, AAC

이러한 SOC는 다음으로 구성된다:
- 미디어 데이터 유형을 처리하도록 최적화된 마이크로프로세서
- 메모리 인터페이스
- 스트리밍 미디어 인터페이스
- 다양한 디지털 미디어 코덱을 처리하는 데 도움이 되는 전문 기능 장치

마이크로프로세서는 다음과 같은 최적화를 가질 수 있다:
- 미디어 데이터 유형을 효율적으로 처리하기 위한 벡터 처리 또는 SIMD 기능 장치
- DSP와 유사한 기능

미디어 프로세서 이전에는 이러한 스트리밍 미디어 데이터 유형이 현장에서 업데이트할 수 없는 고정 기능의 하드와이어드 ASIC를 사용하여 처리되었다. 이는 미디어 표준이 변경될 때 큰 단점이었다. 미디어 프로세서는 소프트웨어 프로그래밍 방식 장치이므로, 처리 작업은 새로운 소프트웨어 릴리스로 업데이트될 수 있었다. 이를 통해 하드웨어 재설계 없이 새로운 세대의 시스템을 만들 수 있었다. 셋톱박스의 경우 케이블 또는 위성 네트워크를 통해 새로운 소프트웨어를 다운로드하여 현장에서 업그레이드할 가능성까지 제공되었다.
미디어 프로세서 아이디어를 개척하고(그리고 미디어 프로세서라는 마케팅 용어를 만든) 회사들은 다음과 같다:
- 마이크로유니티 미디어프로세서 - 1996년 출시 전 취소됨
- IBM Mfast - 1995년 마이크로프로세서 포럼에서 설명되었고, 1997년 중반 출시 예정이었으나 출시 전 취소됨
- 이퀘이터 세미컨덕터 BSP 라인 - 이들의 프로세서는 히타치 제작소 텔레비전에 사용되었으며, 회사는 픽셀웍스에 인수됨
- 크로마틱 리서치 MPact 라인 - 이들의 제품은 1990년대 중반 일부 PC 그래픽 카드에 사용되었으며, 회사는 ATI 테크놀로지스에 인수됨
- 필립스 트라이미디어 라인 - 필립스, 델, 소니 등의 가전 제품에 사용되었으며, 필립스 반도체는 필립스에서 분리되어 2006년 NXP 반도체가 됨

가전제품 회사들은 자체 미디어 프로세서를 설계하고 이를 비디오 제품에 통합함으로써 이 시장을 성공적으로 지배해 왔다. 필립스, 삼성그룹, 마쓰시타, 후지쯔, 미쓰비시와 같은 회사들은 자체적인 사내 미디어 프로세서 장치를 보유하고 있다.
이러한 장치의 최신 세대는 이제 고선명 텔레비전 신호를 처리할 때 크게 증가된 컴퓨팅 요구 사항을 처리하기 위해 다양한 형태의 다중 처리—다중 CPU 또는 DSP를 사용한다.